# Xanthorrhoea acanthostachya
Xanthorrhoea acanthostachya är en grästrädsväxtart som beskrevs av D.J.Bedford. Xanthorrhoea acanthostachya ingår i släktet Xanthorrhoea och familjen grästrädsväxter. Inga underarter finns listade i Catalogue of Life.